# 胡蝶麗

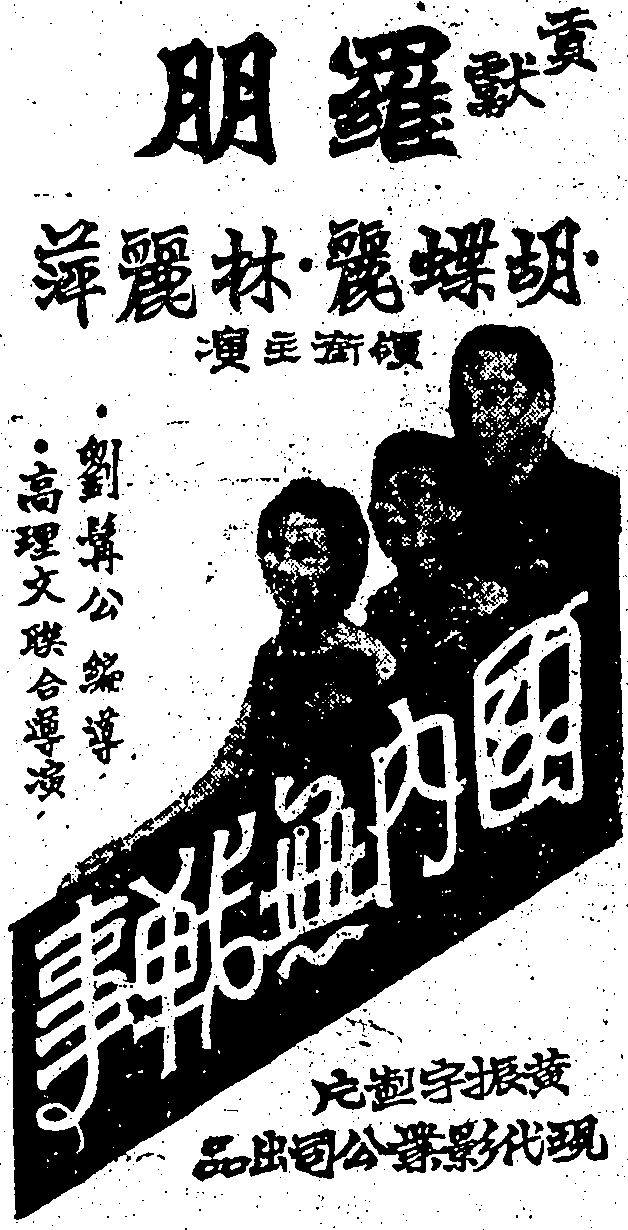
胡蝶麗主演，1937年5月26日發行的粵語黑白電影《國內無戰事》的報章廣告

胡蝶麗（Wu Tip Lai），原名胡可葵，籍貫為廣東省中山縣，20世紀30年代至40年代的香港電影演員，身段珠圓肉潤。
- 1939年參予「時代劇團」及「中華著藝術劇團」，演出話劇《花濺淚》，飾演丁香[1]。

- 1946年9月被余洪及王德浦告發及照片作物證，指控她曾在太平洋戰爭期間，在香港為日本「報導部」演劇籌款，及代拍電影《香港之光》，而犯「漢奸」罪；9月10日，胡蝶麗因此被中華民國廣州市高等檢察處在大同醫院逮捕，並拘留在地院看守所，9月14日提堂，其姐夫關學林律師從港飛穗協助[2][3][4][5]，經辯方證人吳家鼎供稱她在太平洋戰爭期間已遷居澳門，實際沒有參予該漢奸活動而脫罪[6]。

- 胡蝶麗從銀幕處女作《賣怪魚龜山起禍》（1936年）至息影作《前路光榮》（1941年，擔任第一女主角，飾演歌女玉珍），參演約33齣香港電影。

## 家庭
- 父親為胡洪初；比她偏瘦的胞姊胡蝶影為電影演員。
- 成為佛山商人霍藻棉的妾待後，移居美國夏威夷。
- 外孫譚忠正醫生曾在1999年參加亞洲電視的香港男士競選 ，號碼為8號，不幸落敗。2008年4月9日，醫務委員會為他被判盜竊及藏毒定罪，而展開紀律聆訊，終被判停醫生牌3個月及1個月，同期執行，但緩刑兩年[7]。

## 外部連結
- 香港電影資料館：胡蝶麗參演的電影記錄[永久]
- 哭泣的胡蝶麗的演出片斷